# Saint-Thégonnec Loc-Eguiner
Saint-Thégonnec Loc-Eguiner è un comune francese del dipartimento del Finistère nella regione della  Bretagna.
È stato creato il 1º gennaio 2016 dalla fusione dei preesistenti comuni di Saint-Thégonnec e Loc-Eguiner-Saint-Thégonnec.
Il capoluogo è la località di Saint-Thégonnec.